# Skilanglauf-Scandinavian-Cup 2007/08
Der Skilanglauf-Scandinavian-Cup 2007/08 war eine von der FIS organisierte Wettkampfserie, die am 14. Dezember 2007 in Vuokatti Sotkamo begann und am 17. Februar 2008 in Sundsvall endete.

## Männer

### Resultate
| 1. Scandinavian Cup in Sotkamo, Vuokatti, 14. bis 16. Dezember 2007 | 1. Scandinavian Cup in Sotkamo, Vuokatti, 14. bis 16. Dezember 2007 | 1. Scandinavian Cup in Sotkamo, Vuokatti, 14. bis 16. Dezember 2007 | 1. Scandinavian Cup in Sotkamo, Vuokatti, 14. bis 16. Dezember 2007 | 1. Scandinavian Cup in Sotkamo, Vuokatti, 14. bis 16. Dezember 2007 |
| ------------------------------------------------------------------- | ------------------------------------------------------------------- | ------------------------------------------------------------------- | ------------------------------------------------------------------- | ------------------------------------------------------------------- |
| Datum                                                               | Disziplin                                                           | Erster Platz                                                        | Zweiter Platz                                                       | Dritter Platz                                                       |
| 14. Dezember 2007                                                   | 15 km klassisch                                                     | Roger Aa Djupvik                                                    | Fredrik Östberg                                                     | Erlend Hoff                                                         |
| 15. Dezember 2007                                                   | Sprint klassisch                                                    | –                                                                   | –                                                                   | –                                                                   |
| 16. Dezember 2007                                                   | 15 km Freistil                                                      | John Anders Gaustad                                                 | Olli Ohtonen                                                        | Jussi Simula                                                        |

| 2. Scandinavian Cup in Tolga , 5. und 6. Januar 2008 | 2. Scandinavian Cup in Tolga , 5. und 6. Januar 2008 | 2. Scandinavian Cup in Tolga , 5. und 6. Januar 2008 | 2. Scandinavian Cup in Tolga , 5. und 6. Januar 2008 | 2. Scandinavian Cup in Tolga , 5. und 6. Januar 2008 |
| ---------------------------------------------------- | ---------------------------------------------------- | ---------------------------------------------------- | ---------------------------------------------------- | ---------------------------------------------------- |
| Datum                                                | Disziplin                                            | Erster Platz                                         | Zweiter Platz                                        | Dritter Platz                                        |
| 5. Januar 2008                                       | 15 km Freistil                                       | Kristen Skjeldal                                     | Geir Ludvig Aasen Ouren                              | John Anders Gaustad                                  |
| 6. Januar 2008                                       | 2 × 15 km Skiathlon                                  | Martin Johnsrud Sundby                               | Geir Ludvig Aasen Ouren                              | Kristen Skjeldal                                     |

| 3. Scandinavian Cup in Riga, 24. Januar 2008 | 3. Scandinavian Cup in Riga, 24. Januar 2008 | 3. Scandinavian Cup in Riga, 24. Januar 2008 | 3. Scandinavian Cup in Riga, 24. Januar 2008 | 3. Scandinavian Cup in Riga, 24. Januar 2008 |
| -------------------------------------------- | -------------------------------------------- | -------------------------------------------- | -------------------------------------------- | -------------------------------------------- |
| Datum                                        | Disziplin                                    | Erster Platz                                 | Zweiter Platz                                | Dritter Platz                                |
| 24. Januar 2008                              | Sprint Freistil                              | Hans Petter Lykkja                           | Espen Østlien                                | Trond Iversen                                |

| 4. Scandinavian Cup in Jõulumäe, 26. und 27. Januar 2008 | 4. Scandinavian Cup in Jõulumäe, 26. und 27. Januar 2008 | 4. Scandinavian Cup in Jõulumäe, 26. und 27. Januar 2008 | 4. Scandinavian Cup in Jõulumäe, 26. und 27. Januar 2008 | 4. Scandinavian Cup in Jõulumäe, 26. und 27. Januar 2008 |
| -------------------------------------------------------- | -------------------------------------------------------- | -------------------------------------------------------- | -------------------------------------------------------- | -------------------------------------------------------- |
| Datum                                                    | Disziplin                                                | Erster Platz                                             | Zweiter Platz                                            | Dritter Platz                                            |
| 26. Januar 2008                                          | Sprint klassisch                                         | Hans Petter Lykkja                                       | Kein Einaste                                             | Espen Østlien                                            |
| 27. Januar 2008                                          | 14 km klassisch                                          | Ole Christian Mork                                       | Fredrik Östberg                                          | Daniel Rickardsson                                       |

| 5. Scandinavian Cup in Sundsvall, 16. und 17. Februar 2008 | 5. Scandinavian Cup in Sundsvall, 16. und 17. Februar 2008 | 5. Scandinavian Cup in Sundsvall, 16. und 17. Februar 2008 | 5. Scandinavian Cup in Sundsvall, 16. und 17. Februar 2008 | 5. Scandinavian Cup in Sundsvall, 16. und 17. Februar 2008 |
| ---------------------------------------------------------- | ---------------------------------------------------------- | ---------------------------------------------------------- | ---------------------------------------------------------- | ---------------------------------------------------------- |
| Datum                                                      | Disziplin                                                  | Erster Platz                                               | Zweiter Platz                                              | Dritter Platz                                              |
| 16. Februar 2008                                           | 10 km klassisch                                            | Jens Arne Svartedal                                        | Chris Jespersen                                            | Jerry Ahrlin                                               |
| 17. Februar 2008                                           | 30 km Freistil                                             | Petter Eliassen                                            | Arne Post                                                  | Rikard Andreasson                                          |

### Gesamtwertung Männer
| Endstand (Top 10) |                         |        |
| \| Rang \| Name \| Punkte \| \| ---- \| ----------------------- \| ------ \| \| 01 \| Hans Petter Lykkja \| 397 \| \| 02 \| Fredrik Östberg \| 316 \| \| 03 \| John Anders Gaustad \| 303 \| \| 04 \| Roger Aa Djupvik \| 238 \| \| 05 \| Geir Ludvig Aasen Ouren \| 234 \| \| 06 \| Arne Post \| 224 \| \| 07 \| Espen Østlien \| 184 \| \| 08 \| Chris Jespersen \| 172 \| \| 09 \| Ole Christian Mork \| 165 \| \| 10 \| Rikard Andreasson \| 164 \| |                         |        |
| Rang | Name                    | Punkte |
| 01 | Hans Petter Lykkja      | 397    |
| 02 | Fredrik Östberg         | 316    |
| 03 | John Anders Gaustad     | 303    |
| 04 | Roger Aa Djupvik        | 238    |
| 05 | Geir Ludvig Aasen Ouren | 234    |
| 06 | Arne Post               | 224    |
| 07 | Espen Østlien           | 184    |
| 08 | Chris Jespersen         | 172    |
| 09 | Ole Christian Mork      | 165    |
| 10 | Rikard Andreasson       | 164    |

## Frauen

### Resultate
| 1. Scandinavian Cup in Sotkamo, Vuokatti, 14. bis 16. Dezember 2007 | 1. Scandinavian Cup in Sotkamo, Vuokatti, 14. bis 16. Dezember 2007 | 1. Scandinavian Cup in Sotkamo, Vuokatti, 14. bis 16. Dezember 2007 | 1. Scandinavian Cup in Sotkamo, Vuokatti, 14. bis 16. Dezember 2007 | 1. Scandinavian Cup in Sotkamo, Vuokatti, 14. bis 16. Dezember 2007 |
| ------------------------------------------------------------------- | ------------------------------------------------------------------- | ------------------------------------------------------------------- | ------------------------------------------------------------------- | ------------------------------------------------------------------- |
| Datum                                                               | Disziplin                                                           | Erster Platz                                                        | Zweiter Platz                                                       | Dritter Platz                                                       |
| 14. Dezember 2007                                                   | 10 km klassisch                                                     | Marthe Kristoffersen                                                | Ingri Aunet Tyldum                                                  | Riikka Sarasoja                                                     |
| 15. Dezember 2007                                                   | Sprint klassisch                                                    | –                                                                   | –                                                                   | –                                                                   |
| 16. Dezember 2007                                                   | 10 km Freistil                                                      | Marthe Kristoffersen                                                | Ingri Aunet Tyldum                                                  | Sara Svendsen                                                       |

| 2. Scandinavian Cup in Tolga , 5. und 6. Januar 2008 | 2. Scandinavian Cup in Tolga , 5. und 6. Januar 2008 | 2. Scandinavian Cup in Tolga , 5. und 6. Januar 2008 | 2. Scandinavian Cup in Tolga , 5. und 6. Januar 2008 | 2. Scandinavian Cup in Tolga , 5. und 6. Januar 2008 |
| ---------------------------------------------------- | ---------------------------------------------------- | ---------------------------------------------------- | ---------------------------------------------------- | ---------------------------------------------------- |
| Datum                                                | Disziplin                                            | Erster Platz                                         | Zweiter Platz                                        | Dritter Platz                                        |
| 5. Januar 2008                                       | 10 km Freistil                                       | Marthe Kristoffersen                                 | Hilde Gjermundshaug Pedersen                         | Marte Elden                                          |
| 6. Januar 2008                                       | 2 × 7,5 km Skiathlon                                 | Hilde Gjermundshaug Pedersen                         | Marte Elden                                          | Marthe Kristoffersen                                 |

| 3. Scandinavian Cup in Riga, 24. Januar 2008 | 3. Scandinavian Cup in Riga, 24. Januar 2008 | 3. Scandinavian Cup in Riga, 24. Januar 2008 | 3. Scandinavian Cup in Riga, 24. Januar 2008 | 3. Scandinavian Cup in Riga, 24. Januar 2008 |
| -------------------------------------------- | -------------------------------------------- | -------------------------------------------- | -------------------------------------------- | -------------------------------------------- |
| Datum                                        | Disziplin                                    | Erster Platz                                 | Zweiter Platz                                | Dritter Platz                                |
| 24. Januar 2008                              | Sprint Freistil                              | Karianne Bjellånes                           | Agnetha Åsheim                               | Guro Strøm Solli                             |

| 4. Scandinavian Cup in Jõulumäe, 26. und 27. Januar 2008 | 4. Scandinavian Cup in Jõulumäe, 26. und 27. Januar 2008 | 4. Scandinavian Cup in Jõulumäe, 26. und 27. Januar 2008 | 4. Scandinavian Cup in Jõulumäe, 26. und 27. Januar 2008 | 4. Scandinavian Cup in Jõulumäe, 26. und 27. Januar 2008 |
| -------------------------------------------------------- | -------------------------------------------------------- | -------------------------------------------------------- | -------------------------------------------------------- | -------------------------------------------------------- |
| Datum                                                    | Disziplin                                                | Erster Platz                                             | Zweiter Platz                                            | Dritter Platz                                            |
| 26. Januar 2008                                          | Sprint klassisch                                         | Kari Vikhagen Gjeitnes                                   | Guro Strøm Solli                                         | Ingri Aunet Tyldum                                       |
| 27. Januar 2008                                          | 10 km klassisch                                          | Karianne Bjellånes                                       | Ingri Aunet Tyldum                                       | Sofia Bleckur                                            |

| 5. Scandinavian Cup in Sundsvall, 16. und 17. Februar 2008 | 5. Scandinavian Cup in Sundsvall, 16. und 17. Februar 2008 | 5. Scandinavian Cup in Sundsvall, 16. und 17. Februar 2008 | 5. Scandinavian Cup in Sundsvall, 16. und 17. Februar 2008 | 5. Scandinavian Cup in Sundsvall, 16. und 17. Februar 2008 |
| ---------------------------------------------------------- | ---------------------------------------------------------- | ---------------------------------------------------------- | ---------------------------------------------------------- | ---------------------------------------------------------- |
| Datum                                                      | Disziplin                                                  | Erster Platz                                               | Zweiter Platz                                              | Dritter Platz                                              |
| 16. Februar 2008                                           | 5 km klassisch                                             | Ingri Aunet Tyldum                                         | Sara Svendsen                                              | Marte Elden                                                |
| 17. Februar 2008                                           | 15 km Freistil                                             | Sara Svendsen                                              | Marte Elden                                                | Ingri Aunet Tyldum                                         |

### Gesamtwertung Frauen
| Endstand (Top 10) |                        |        |
| \| Rang \| Name \| Punkte \| \| ---- \| ---------------------- \| ------ \| \| 01 \| Ingri Aunet Tyldum \| 685 \| \| 02 \| Sara Svendsen \| 451 \| \| 03 \| Karianne Bjellånes \| 399 \| \| 04 \| Marthe Kristoffersen \| 386 \| \| 05 \| Agnetha Åsheim \| 367 \| \| 06 \| Ellen Sandbakken \| 358 \| \| 07 \| Marte Elden \| 280 \| \| 08 \| Kari Vikhagen Gjeitnes \| 278 \| \| 09 \| Sofia Bleckur \| 266 \| \| 10 \| Silja Tarvonen \| 225 \| |                        |        |
| Rang | Name                   | Punkte |
| 01 | Ingri Aunet Tyldum     | 685    |
| 02 | Sara Svendsen          | 451    |
| 03 | Karianne Bjellånes     | 399    |
| 04 | Marthe Kristoffersen   | 386    |
| 05 | Agnetha Åsheim         | 367    |
| 06 | Ellen Sandbakken       | 358    |
| 07 | Marte Elden            | 280    |
| 08 | Kari Vikhagen Gjeitnes | 278    |
| 09 | Sofia Bleckur          | 266    |
| 10 | Silja Tarvonen         | 225    |